# 不就学
不就学（ふしゅうがく、英語: Fushūgaku）、非就学（ひしゅうがく）とは、学校に就学していないこと。通常は、学籍もない場合をさし、学籍はあるものの出席していない場合をさすことはあまりない。なお、「未就学」はどちらかといえば学齢未満の場合をさすニュアンスがある。広義の不登校に含まれる。

## 前提条件
日本の義務教育制度は、学齢期の日本国籍者の義務教育諸学校（小学校、中学校、特別支援学校、中等教育学校）への自動的な就学を保障しているが、学齢超過者や、非日本国籍者は義務教育制度の対象外である。このため、本人や保護者が希望しなければ、就学がなされない。ただし、学齢超過者の就学希望については、多くの自治体で拒否されやすい傾向にあるが、学齢期の非日本国籍者の就学希望については、原則的に受け入れることとなっている。

## 特徴
- 彼らは日本語がわからないケースが多い。また日本語や母国語が分かっても日常会話程度で学校の授業について行けない場合がある（ダブル・リミテッド）。
- 一日中自宅（マンション）の周りにいることが多い。さらに真夜中外で遊ぶケースもある。中には何年にもわたって学校に通っていないケースや引きこもり状態になるケースもあるという。また暇なため非行に走り犯罪を引き起こすこともあるという。
- 彼らの親は共稼ぎの場合が多い。そのため子供だけで昼間ほったらかしにされていることが多い。彼らの家族団欒は深夜に行うことが多い（親の仕事終了後ということ）。彼らは親の休日、親と一緒に深夜にショッピングセンターなどに出かける場合がある。
- 彼らは暮らしている自治体やブラジル学校などが開設した不就学児向けの日本語教室（虹の架け橋教室・無料）に通っていることもある。
- 彼らの親の多くは肉体労働者だという。

## 参考書籍
- 佐久間孝正『外国人の子どもの不就学』勁草書房、2006年 ISBN 9784326298860

## 参考資料
- 中日新聞 2009年1月20日 岐阜
- 毎日新聞 2009年1月20日 地方版 岐阜